# Lepanus
Lepanus är ett släkte av skalbaggar. Lepanus ingår i familjen bladhorningar.

## Dottertaxa tillLepanus, i alfabetisk ordning[1]
- Lepanus arator
- Lepanus australis
- Lepanus bidentatus
- Lepanus bournei
- Lepanus dichrous
- Lepanus fossulatus
- Lepanus furcifer
- Lepanus gelasinus
- Lepanus glaber
- Lepanus globulus
- Lepanus gressitti
- Lepanus howdeni
- Lepanus illawarrensis
- Lepanus latheticus
- Lepanus loftyensis
- Lepanus monteithi
- Lepanus nitidus
- Lepanus occidentalis
- Lepanus ovatus
- Lepanus palumensis
- Lepanus papuanus
- Lepanus parapisoniae
- Lepanus penelopae
- Lepanus pisoniae
- Lepanus politus
- Lepanus pygmaeus
- Lepanus storeyi
- Lepanus ustulatus
- Lepanus vestitus
- Lepanus villosus